# Leclerc XLR

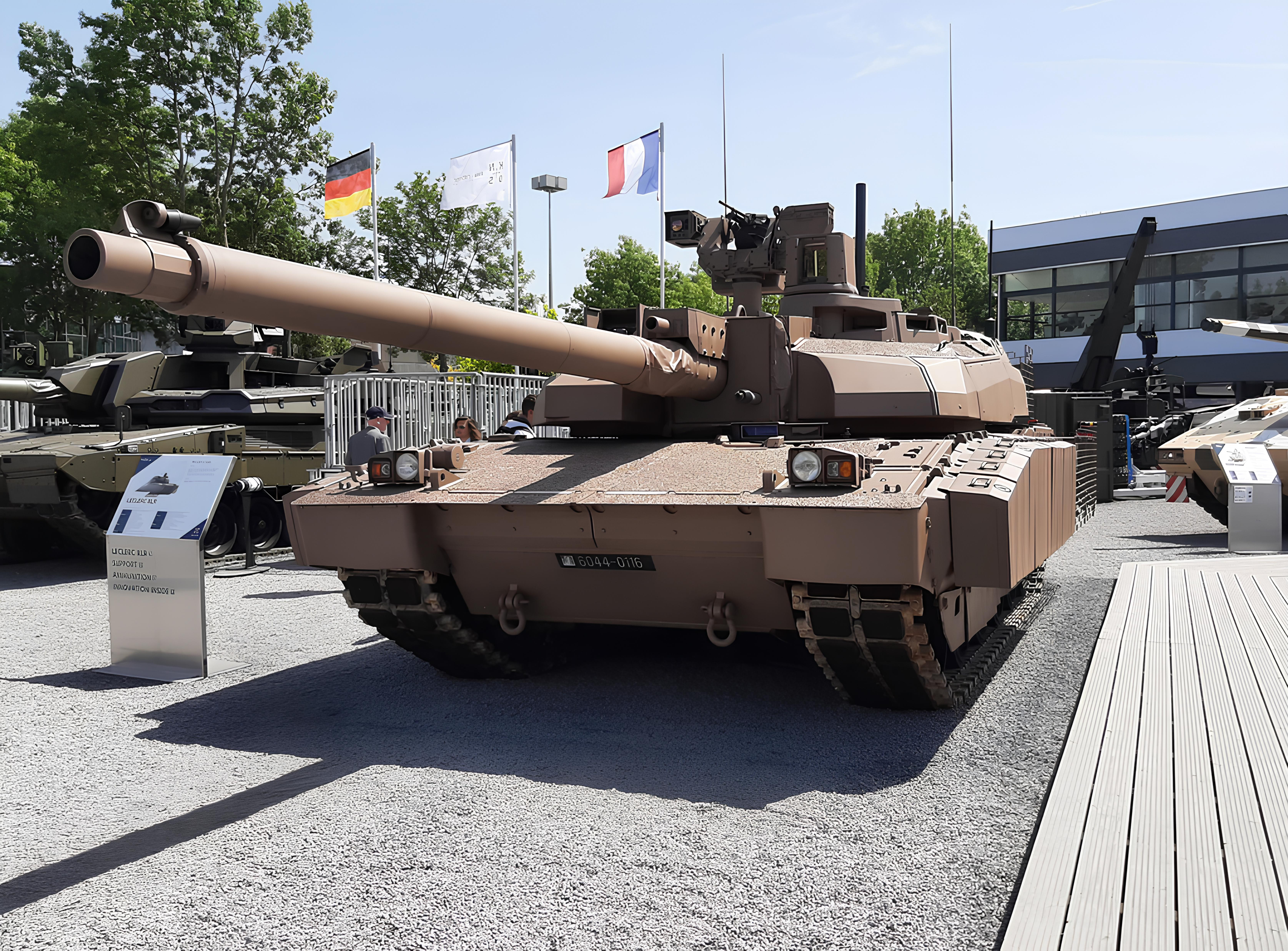
Leclerc XLR

Leclerc XLR — французький основний бойовий танк Четверте/наступне покоління. 
Модернізація передбачає встановлення нової СКВ, інформаційно-командної системи SICS (англ. Scorpion Information and Command System), посилення захисту від СВП та кумулятивних боєприпасів та інше. На борти корпусу та башти встановлюються протикумулятивні решітки та додатковий динамічний захист. Танки також отримують дистанційно керований бойовий модуль із 7,62-мм кулеметом.
Модернізація розпочалась у червні 2021 року за програмою Scorpion, яка також передбачає виготовлення БРМ Jaguar та багатоцільових колісних машин VBMR Griffon. До 2025 року планується оновити 122 танки до версії XLR.